# Biographisches Lexikon für Ostfriesland/Register
Dies ist ein Register aller Personen und Familien, die über einen Eintrag im Biographischen Lexikon für Ostfriesland verfügen.

## A
- Philipp Julius Abegg
- Johannes Acronius
- Theodor Jakobus Aden
- Dirk Meints Agena
- Ait Janssen Aits
- Ihno Alberts
- Johannes Althusius (Althaus)
- Heinrich Alting
- Menso Alting
- Van Ameren
- Bernardus Nicaes Ancumanus (Berend Sieger)
- Johann Gerhard von Angelbek (Angelbeck)
- Anna von Ostfriesland
- Georgius Aportanus
- Hermannus Aquilomontanus
- Balthasar Arend (Arends, Arents)
- Johann Friedrich Heinrich Arends
- Marten Arens (Arians)
- Attena
- Onna Attena (Anna)
- Sibet Attena
- Heinrich Avemann

### B
- Heinrich Babucke
- Ludolf Bakhuizen (Ludolph Backhuysen)
- Bacmeister (Familie)
- Georg Bacmeister
- Hermann Bakker
- Gottschalk Josef Ballin
- Balthasar von Esens
- Gustav Bansi
- Eduard Ferdinand Theodor Baring
- Petrus Georg Bartels
- Friedrich Barth
- Gustav Adolf von Baudissin (Bauditz)
- Henrich Becker (Henricus Bekker)
- Ernst August Becker
- Aaron Abrahams Beer
- Heinrich Carl Begemann
- Johann Gerhard Behrens
- Carl Adolph Beinhöfer
- Friedrich Wilhelm von Benecke (Benicke, Bennicke)
- Friedrich Wilhelm Beneke
- Beninga (Familie)
- Eggerik Beninga
- Beningamannen Benninga
- Jann Janssen Berghaus
- Mimke Berghaus
- Friedrich August Adolph Bermpohl
- Carl Friedrich Wilhelm von Bernuth
- Johann Friedrich Bertram
- Hans Beutz
- Hans Biermann
- Nicolaes Biestkens
- Johannes Georg Bietz
- Hinrikus Bicker-Riepe (Bicker oder Bikker)
- Tönjes Bley
- Georg Blikslager
- Jekuthiel ben Isaac Blitz
- Ernst Heinrich Blohm
- Hikke Janssen de Bloom
- Samuel Chaim Blum
- Reinhold Blume (Bluhm, Blum) (Pseudonym: Julius Florus)
- Oldig Reemts Boekhoff
- Hermann Boerma
- Albert Bohlen (Bolenius)
- Adrian Bohlen
- Heinrich Bohnens
- Karl-Ludwig Wolfgang Böke
- Friedrich Büschelberger
- Anton Christian Bolenius (Bohlen, Boleanius)
- Henri Damase Bonhomme
- Christian Bonk
- Conrad August Johannes Carl Borchling (auch: Konrad)
- Christine Bourbeck
- Antoinette de Bourignon
- Lenaert Bouwens
- Albert Brahms
- Johann Brandes
- Ferdinand Heinrich Brandis
- Bras (Familie) (auch Braß oder Brassius)
- Hinrich Hermann Focko Bredendieck (genannt Hin)
- Enno Rudolph Brenneysen
- Alfred Breusing
- Georg Breusing
- Antje Brons (Anna)
- Bernhard Brons 1811–1893
- Bernhard Brons 1831–1911
- Heinrich Brons
- Ysaak Brons
- Erich vom Bruch
- Hieronymus Brückner (Hieronimus)
- Hans Bruns
- Walter Bubert
- Franz Georg Philipp Buchenau
- Ernst Wilhelm Buchfelder
- Paul Buchholz
- Ingrid Buck
- Caspar Heinrich Bügel
- Johannes van Buiren (Jan)
- Jan Berents Bulder (Johan)
- Frieda Almuth Anna Klothilde Freifrau von Bülow
- Johann Bünting
- Von der Burg (Familie)
- Karl Busche
- Adolf Hermann Heinrich Busemann
- Otto Taleus Eberhard Buurman
- Byl (Familie)
- Jürgen Byl

### C
- Matthias Cadovius
- Johannes Cadovius-Müller
- Willem Pieter Camp (Guilelmus Petrus del Campo)
- Dirck Raphaelsz Camphuysen
- Jacob Canter
- Godert Alexander Gerard Filip Baron van der Capellen
- Carl Edzard
- Hermann Cellarius
- Julius Charig
- Christian Eberhard (Ostfriesland)
- Christine Charlotte
- Ewald Christophers
- Cirksena (Dynastie)
- Cirksena (Häuptlingsfamilie)
- Ernst Alexander Clausen (Pseud. Claus Zehren)
- Closter (Familie)
- Johannes Cluto (Jan Cluton)
- Ehrenreich Gerhard Coldewey
- Levin Coldewey
- Cöler (Coeler) (Familie)
- Axel von Colmar-Meyenburg
- Peter von Colomb
- Gerhard Julius Coners
- Louis Gabriel Marquis de Conflans
- Conradz Conradi (Conradt)
- Conring (Familie)
- Christian Bernhard Conring
- Hajo Conring
- Hermann Conring
- Hermann Johannes Conring
- Cornelis Cooltuyn
- Gerhard Cöper
- Jacobus Cornicius
- Wilhelm Ren Baron de l’Homme de Courbière
- Alle Meenderts Cramer
- Johann Cramer
- Lüppo Henricus Cramer
- Samuel Cramer
- Tjarko Meyer Cramer
- Ufke Cremer
- Geldericus Crumminga

### D
- Brandanus Daetrius (Brandan Dätri)
- Hajo Laurenz Damm
- Petrus Dathenus
- Hans Burchard Otto von der Decken
- Walter Deeters
- Karl Marienus Deichgräber
- Johan Rudolph Deiman Johann Rudolph Deimann
- Heinrich Dietrich Christoph Deiter
- Jimme Deknatel (Joannes)
- Anna Margarethe van Delden
- Alf Depser
- Christoph Friedrich von Derschau
- Peter Arnold Deteleff (Petrus Arnoldus)
- August Dieckmann
- Johann Heinrich van Dieken (Jan)
- Johannes Diekhoff
- Caspar Dilly
- Martin August Dircks
- Johann Friedrich Dirks
- Enne Heeren Dirksen
- Gerrit Dirksen
- Petrus Dittelbach
- Johannes Heinrich Gottlieb Dittmer (Hans)
- Karl Dönselmann
- Gerhard Hermann Fiepko ten Doornkaat Koolman
- Jan ten Doornkaat Koolman
- Jan ten Doornkaat Koolman (Politiker)
- Johann Heinrich Wilhelm Döring
- Anton August Draeger
- Heinrich Drees
- Willrath Dreesen
- Erich Emil August Drescher
- Heinrich Drieling
- Ferdinand Freiherr von Droste-Hülshoff
- Druckenmüller (Gebrüder)
- Bernhard Lauardus Duhm
- Reemt Weerts Duin
- Herbert Dunkel
- Adolf Heinrich Dunkmann
- Dietmar Gerhard Wilhelm Dunkmann
- Karl Johannes Dunkmann
- Georg Adolph Dietrich von Düring
- Wilhelm Hermann Dyckerhoff

### E
- Edzard Ferdinand
- Edzard I.
- Edzard II.
- Edzard Edzards
- Heinrich Georg Ehrentraut
- Abraham Ehrlenholtz
- Christian Eberhard Eiben
- Lotar Eickhoff
- Albert Elers
- Peter Elster
- Eleazar van Emden (Embden) (Elezer)
- Jacob Hertz Emden (Hertzel)
- Ubbo Emmius
- Gustav Engelkes
- Thomas Ennius
- Enno I.
- Enno II.
- Enno III.
- Enno Ludwig
- Abel Eppens
- Henricus Eppius (Hinrich Eppen)
- Heie Focken Erchinger
- Philipp Heinrich Erlebach
- Gillis van der Erven
- Hans Friedrich Eschebach
- Ernst Esselborn
- Ludolf Carl Adolph von Estorff
- Rudolf Christoph Eucken
- Georg Udo Victor von Eucken-Addenhausen
- Hulderich von Eyben

### F
- Martin Hermann Faber (Marten Herman/Harmens, Martinus Hermannus)
- David Fabricius
- Johann Fabricius
- Abraham Fast
- Jan Fastenau
- Sophie Catharine Dorothea Fastenau
- Jan Freers Martens Fegter
- Popke Fegter
- Carl Franz Adolf Fischer (Fischer-Gurig)
- Johann Fischer
- Carl Heinrich Ernst Fisser
- Carl Heinrich Gerhard Fisser
- Hendrik Okko Martin Fisser
- Hannes Flesner
- Theodor Gerhard Janssen Focken
- Johannes Berthold Ulfert Fokken (Müller)
- Hinrich Johann Gerhard Fokken
- Johann Fokken (Jan)
- Johann Friedrich Fokken
- Folkeld Kampana (Folkelde, Folkeldis, Folkelt to Broke, Folculda; volkstümlich: „Quade Foelke“)
- Johann Menso Folkerts
- Poppe Folkerts
- Anton Franck (genannt Antoni Francke)
- Georg Albrecht
- Nicolas Ludwig Friedrich Franzius
- Ludwig Franzius
- Thomas Franzius
- Wilhelm Ihno Adolph von Freeden
- Johann Conrad Freese
- Recha Freier (geb. Schweitzer)
- Pierre Fremaut
- Friedrich Theodor von Frerichs
- Jakob Frerichs
- August von Frese
- von Frese (Familie)
- Karl Friedrich Friccius
- Georg Frickenstein
- Friedrich Christian Friders (Friedrichsen)
- Ernst Friedlaender
- Hector Friedrichs (von Wicht)
- Jann Dieken Frieling
- Ocko Friese (Remets Frese)
- von Frydag (Familie)
- Dorothea Fuhrken (geb. Haren)
- Christian Funck
- Johann Carl August Funk
- Leo Fürbringer

### G
- Johan Gaillart (Galliart, Gaillart, Geillyaert, Gheylliaert, Guaillart)
- Garrels (Familie)
- Henricus Geerdes
- Johann Friedrich Geerdes
- Gerhard Eoban Geldenhauer, Gerhard Eoban(us) (Noviomagus)
- Fritz Herbert Gentzsch
- Georg Albrecht
- Georg Christian
- Georg V.
- Antje Gerdes
- Friedrich Wilhelm Gerdes
- Johann Georg Gerdes
- Ioannes Gerobulus (Johannes Gerobulus) (Oudraad, Oldraet)
- Hans Karl Heinrich Giencke
- Johann Carl Gittermann
- Johann Christian Hermann Gittermann
- Johann Wilhelm Gittermann
- Rudolph Christoph Gittermann
- Willem Gnapheus (de Volder, van de Voldersgraft, Fullonius)
- Goldschmidt (Goldschmid, Goldsmit, Goldschmied)
- Andreas Arnold Gossel
- Christoph August Gossel
- Berend Jakob Govers (gen. „Bentje Govers“)
- Rintius (Rintzius) de Grave
- Hieronymus (von) Grestius (Grest)
- Wilhelm Ernst Greve (Guillaume Ernest) Greve (Greven)
- Adolf Berthold Ludwig Grimme
- Teletta Margaretha Groß (geb. Rahusen)
- Carl Emanuel Groß
- Walther Hans Gustav Großmann
- Jaques Bauerman Groeneveld
- Bernhard Grotzeck

### H
- Werner Haarnagel
- Adriaan Corneliszoon van Haemstede
- Johann Wilhelm Haesbaert
- Martin Christian Daniel Hafermann
- Fritz Hafner
- Bernhard Hagedorn
- Robert Eduard von Hagemeister
- Louis Albert Theodor Karl Hahn
- Johann Friedrich Hähn
- Friedrich Wilhelm Halbach
- Friedrich Wilhelm von Halem
- von Halem (Familie)
- Uri ben Joseph Halewi (Feibisch Emden)
- von Hane (Familie)
- Ernst Heinrich Hantelmann
- Harbert Dirks Harberts
- Philipp Friedrich Wilhelm Harbort
- Albert Hardenberg (Rizaeus)
- Ludwig (Leopold) Hardt
- Christoph Bernhard Cornelius Harms
- Julian Wolfgang Matthias Bruno von Hartmann
- Hemme Hayen (Heyen)
- Heinke Heinks
- Johann Theodor Heinson
- Werner Heise
- Johann Christian Hekelius (Heckel, Heckelius)
- Enno Wilhelm Hektor
- Menne Feiken Helmers
- Emil Helms
- Adolf Eduard Erich Ernst Franz Viktor von Heppe
- Theodor von Heppe
- Wolter Herbers (Haerberts, Godtgroezmi)
- Gerrit Johannes Herlyn
- Hero von Dornum (genannt Hero Omken)
- Carl Herquet
- Isaak Herzberg
- Hermann Albert Hesse
- Hermann Klugkist Hesse
- Hesslingh
- Ferdinand Heum
- Harmina Egberta Heusler-Edenhuizen (Hermine) (geb. Edenhuizen)
- Carl Julius Hibben
- Hicko Lübbert Hicken
- Ihnke Gerdes Hicken
- Nicolaus Hinrichs Hicken
- Adolph Wilhelm Hillingh
- Johann Conrad Hillingh
- Carl Friedrich Hinrichs
- Ferdinand Albert Johann Hinrichs
- Johann Gerhard Hinrichs (genannt: Jan)
- Samson Raphael Hirsch (Pseudonym: Ben Usiel)
- Hermannus Hitjer
- Reimar Hobbing
- Josefhermann Bartholomäus Höcker
- Melchior Hoffmann (Hofman)
- Hermann Hoffmann
- Hermann Hoffmann
- Jann Holl
- Walter Hollweg
- Emil Erich Hölscher
- Gustav Diedrich Hillard Hölscher
- Hermann Wilhelm Heinrich Hölscher
- Uvo Adolf Hölscher
- Gerhard von Holy
- Homfeld (Familie)
- Sebastian Anton Homfeld
- Johann von Honart (van Honart, von den Honert, von den Honaert)
- Taco Hajo van den Honert
- Peter Arnold Honsberg
- Johan Frederik Rudolph van Hooff
- Hoppe (Familie)
- Arend Immanuel Hoppe
- Heinrich Horstmeyer
- Otto Galama Houtrouw
- Hoyer (Egberts), Egbert(us) Ritter von
- Johann Hülsemann
- Sicco Theodor van Hülst
- Humbert (Familie)
- Claas Hugo Humbert
- Alexander Hume of Manderstone
- Hayo Hermannus Humpen (Hompens, Humpius, Phrysius)
- Petrus Hyperphragmus (Overdhage, Zuttere, Pieter Anastasius de)

### I
- Dietrich Iden (genannt Kruitkremer)
- Luemko Iderhoff
- Carl Heinrich Ihmels
- Ludwig Ihmels
- Gustav Wilhelm Freiherr von Imhoff (Gustaaf Willem Baron van)
- Karl Immer
- Dodo Freiherr zu Innhausen und Knyphausen
- Dodo Heinrich Freiherr zu Innhausen und Knyphausen
- Edzard zu Innhausen und Knyphausen
- Edzard Moritz zu Innhausen und Knyphausen
- Innhausen und Knyphausen
- Elieser Louis Victor Israels
- Harmannus Ites
- Wilhelm Siebrands Itzen

### J
- Moritz Jahn
- Diderich Janßen-Jennelt
- Joseph Jannesson
- Gerd Sieben Janssen
- Heinrich Janssen
- Hinderk Janssen (Pseudonym: Lange Hinderk)
- Remmer Janssen
- Tamme Weyert Theodor Janssen
- Theodor Carl Johann Janssen
- Rieks Janssen-Noort
- Gerhard Janssen-Osteel
- Georg Janssen-Sillenstede
- Barbara Elisabeth Jellinek
- Jhering (Familie)
- Caspar Rudolf von Jhering
- Caspar Rudolph Jhering
- Georg Albrecht Jhering
- Sebastian Eberhard Jhering
- Johann der Ältere
- Johann der Jüngere
- Johann der Mittlere
- Johann II.
- David Joris (Pseudonym: Johann von Bruck)
- Juliane
- Nikolaus Bernhard Johannes Jungeblut
- Wübbe Ulrichs Jütting

### K
- Ernst Georg von Kalckreuth
- Kankena (Familie)
- Bernhard Peter Karl
- Andreas Bodenstein
- Walter Hans Kaufmann
- Kempe (Familie)
- Kettler (Familie)
- Mentetus Bebaeus Kettwig
- Lenaert der Kinderen
- Gottlieb Kistenmacher
- Adolph August Kittel
- Georg Ferdinand Kittel
- Georg Jabbo Kittel
- Ludwig Georg Christel Kittel
- Hermann Lebrecht Gerhard Klaffke
- Julian Klein von Diepold
- Carl Ludwig Kleine
- Johannes Kleinpaul
- Fanny Klinck-Lütetsburg (geb. Becker)
- Ludwig Klingenberg
- Ghert Klinghe
- Melle Goeman Klinkenborg
- Onno (Vota) Klopp
- Henricus Klugkist
- Hermann Johann Klugkist
- Christian Jasper Klumker
- Hinrich Koch
- Heinrich Kochendörffer
- Robert Koepke
- Dietrich Kohl
- Kaspar Philipp Kohlmann
- Joseph König
- Otto Heinrich Koopmann
- Adolf Köppe
- Martha Köppen-Bode
- Wilhelm Korte
- Johann Kramer
- Gerhard Krause
- Gustav Krause
- Hinrich Krechting
- Jacob Tobias Kremer (Craemer, Cramer)
- Kröpelin (Familie)
- Eduard Krüger
- Ernst Christian Carl Kruse
- Johann August Kruse (John)
- Bernhard Kuhnt
- Jan Siefke Kunstreich (Pseud. Kunstryk)
- Siegfried Kunstreich

### L
- Helmut Lambert
- Arend Wilhelm Lang
- Hermann Lange
- Johann Leopold Lange
- Anna-Liese Langeheine
- Lantzius-Beninga (Familie)
- Bojung Scato Lantzius-Beninga
- Johannes a Lasco (Łaski, Laski)
- Jonas Lazarus (Jonathan ben Israel, Leizer Emden?)
- Otto Karl Georg Leege
- Gottfried Arnold Lehmann
- Johann Heinrich Leiner
- Hinrich Adolph von Lengen
- Carl Ludwig Ferdinand Lentz
- Daniel Lentz
- Johannes Ligarius
- Johann Ludwig Lindhammer
- Jonas Hermann Löb
- Bruno Johannes Loets
- Carl Friedrich Heinrich Lohmeyer
- Habbo Gerhard Lolling
- Fritz Gerhard Lottmann
- Arent Jan van Louwerman
- Abraham Lewy Löwenstamm
- Lübbert Eiken Lübbers
- Lubinus (Familie)
- Alfred (Ulfert) Lüken
- Anton Lüpkes
- Wiard Habbo Lüpkes
- Johannes Lutma

### M
- Carl Theodor Maass
- Tönnies Mahler (auch: Meister Tonio)
- Franz August Mammen
- Hans-Rudolf Manger
- Manninga (Familie)
- Hoyko Manninga
- Ernst von Mansfeld
- Derk Roelfs Mansholt
- Eduard von Marcard
- Johann von Marenholz (Marenholtz, Marenholt)
- Carl Detlev Marschalck von Bachtenbrock
- Karl-Heinrich Marschalleck
- Martin Heinrich Martens
- Carl Franz Ludwig Mauve
- Hanna Mecke
- Helias Meder
- Diederich Meene (Mene)
- Hermann Meier (später genannt Meier II)
- Heinrich Friedrich Georg Mein
- van Mekelenborg (Familie) (Mecklenborg)
- Menno Simons
- Hermann Mesander
- Albert Meyer
- Bartholomäus Meyer (Barthold Meier)
- Conrad Bernhard Meyer
- Heinrich Ludwig Albrecht Meyer
- Kurt Meyer (genannt Panzermeyer)
- Friedrich Karl Andreas Meyer-Abich
- Siever Johanna Meyer-Abich
- Godeke Michels
- Friedrich Justus Heinrich Middendorff
- Steven Mierdman (Mierdmans, Myerdmann, Merdmans, Mereman, Merman, Myrman, Nuyts)
- Franz Wilhelm Miquel
- Günther Möhlmann
- Johann Hermann Diedrich Möhlmann
- Ernst Moll
- Friedrich Moorman (Mor-, Moer-, Maurus)
- Frederik de Moucheron
- Louys de Moy
- Alfred Mozer
- August Rudolf Mücke
- Hellmuth von Mücke
- Dietrich Cornelius Mülder
- Karl Friedrich Max von Müller (Müller-Emden)
- Fooke Hoissen Müller
- Franz Hermann Ernst Müller (Franz Johannes, Franz Joachim)
- Hermann Wilhelm Müller
- Johann Peter Andreas Müller
- Johannes Ernst Müller
- Philipp Ludwig Statius Müller
- Dietrich Müller-Stüler
- Ludwig Johannes Herbert Martin Münchmeyer
- von Münnich (Familie)
- Anton Müsing
- Wilhelm Theodor Mützelburg

### N
- Henri Franz Theodor Max Nannen
- Gerhard Heinrich Nanninga
- Ewald Neemann
- Hermann Neemann (Harm)
- Hajo von Nesse
- Martin Nessel
- Moritz Neumark
- Hermann Neupert
- Hermann Neupert
- Hendrik Niclaes
- Carl Joseph Norden
- Eduard Norden
- Hermann Norden
- Walter Carl Norden
- Gerhard Nordholt
- Wilhelm Nübel
- Matheus Nykamer

### O
- Harmannus Anton Obendiek
- Pompejus Occo (Popius)
- Georg Heinrich Eduard Oehlrich
- Ubbo Paulus Albrecht Anton Oepke
- Gerhard Dietrich Ohling
- Jannes Klaassen Ohling
- Oldenhove (Familie)
- Boing von Oldersum
- Enno Ludwig Oldewurtel
- Heinrich Oltmann
- Jabbo Oltmanns
- Jan Wilhelm Oltmanns
- Heinrich Onnen
- Johann Hillerns Onnen
- Robert Onno Onnen
- Sara Oppenheimer
- Friso Osten
- Heinz Otten (eigentlich: Heinrich-Ludwig)
- Paul Ulrich Otten

### P
- Ernst Pagels
- Heinz Pahling
- Albertus Wilhelmus Pannenborg (Albert)
- Henricus Paulinus (Hinrich)
- Theodor Pauls
- Anton Pawlowski
- Heinrich Friedrich Wilhelm Perizonius
- Georg Bartelt Peters
- Johann Peters
- Edo Friedrich Peterssen (Petersen)
- Edzard Adolf von Petkum
- Carl Ernst Petrich
- Suffridus Petrus
- Edmund Pfannenschmid
- Dirk Philips
- Henry Picker
- Gerrit Everts Piloot
- Eduard Theodor Reinhard Plagge
- Hermann Plagge
- Martin Wilhelm Plagge
- Michael Francis Podulke
- Leffertus Thelenius Popinga (Leffert Thelen)
- Poppinga (Familie)
- Benjamin Potinius
- Conrad Potinius
- Michael August Friedrich Prestel
- Julius Pustau

### R
- Joachim Rachel (Rachelius Londinensis)
- Reinhard Rahusen
- Karl Egon Prinz von Ratibor und Corvey
- Benjamin Raule
- Erich von Reeken
- Reershemius (Familie)
- Heinrich Refardt
- Jean Baptiste Regemort (Johannes Baptista van Regemortes)
- Theodor Friedrich Rehbein
- von Rehden (Familie)
- Johann Christian Reil
- Carl Eberhard Reimer
- Heinrich Reimers
- Jacobus Reimers
- Robert Reinhardt
- Carl Heinrich Renken
- Ludwig Wilhelm Maximilian Reuter
- Friedrich Wilhelm Riechmann
- Johann Georg Friedrich Ripking
- Ripperda (Familie)
- Friedrich Nathanael Julius Ritter
- Emil Rizek
- Johann Gerhard Röben
- Carl Rodeck
- Wilhelm Rodenberg
- Anton Christian Römeling
- Gerhard Moritz Roentgen (Röntgen)
- Ludwig Roentgen (Röntgen)
- Ludwig Johannes Friedrich Rohden
- Karl von Rose
- Egon Gerrit Rosenberg
- Jaques Jajen Roskamp
- Johann Moritz Heinrich Rothert
- Rudolf Christian

### S
- Lübhard Saathoff
- Hans Saebens
- Friedrich Salmuth
- Hieronymus Ibeling von Santen
- Karl Theodor Saul (ab 1950: Carl)
- Schaaf (Familie)
- Carl Heinrich Schaaf
- Georg Friedrich Schaaf
- Leo Schaeffer
- Wilhelm Schapp
- Hermann Schauten
- Rudolph Schepler
- Evert Janssen Schipper
- Reinhard Friedrich von Schlechtendal
- Gert Schlechtriem
- Schnedermann (Familie)
- Heinrich Scholten
- Schomerus (Familie)
- Christoph Bernhard Schomerus
- Hilko Wiardo Schomerus
- Johanna Schomerus
- Wilhelm Heinrich Schomerus
- Erich Schönfeld
- Schöningh (Familie)
- Wolfgang Schöningh
- Hinrich Schoolmann
- Greta Schoon
- Johann Schoon
- Julius Schrag
- George Schreiber
- Christiane Schröter
- Heinrich Arnold Schulte
- Johann Hermann Schulte
- Ernst Christian Schumacher
- Carl Schweckendieck
- Wilhelm Schweckendieck
- Friedrich Carl Heinrich Graf von Schwerin
- Friedrich Schwiening
- Abraham Scultetus
- Albertus Seba
- Wilhelm Seegelken
- Gerhard Heinrich van Senden
- Heinrich van Senden
- Christian Sethe
- Louis Seweloh
- Sibo von Grimersum (Sibodus)
- Benno Eide Siebs
- Carl Friedrich Wilhelm Siedhof
- Siegfried Hermann Siefkes
- Wilhelmine Siefkes (Pseudonym: Wilmke Anners)
- Christian Friedrich Siemerling
- Friedrich Siemers
- Johann Henrich Smid (Heinrich Schmidt)
- Arend Smid
- Dieter Smidt
- Karl Ernst Smidt
- Reinhard Smidt
- Udo Gerdes Smidt
- Wolbert Wolberts Smidt
- Diedrich Gerhard Soltau
- Joachim Staedtke
- Johann Heinrich Stamler
- Hermann Hilko Steen
- Laurens van Steenwinkel (Lauwereys Steenwinckel)
- Carl Stegmann
- Carl Friedrich Ludwig Anton Stegmann
- Walter Stegmann
- Steinbömer (Familie)
- Johann Heinrich Ludolf Steinike
- Georg Wilhelm Heinrich Steltzer
- Ernst Stendel
- Johann Eberhard Stöhr
- Nikolaus Störtebeker
- Konstantin Graf zu Stolberg-Wernigerode
- Julius Ludovicus Stoltnau (Ludwig Stoltnaw)
- Georg Siegmund Stracke
- Johannes Christian Stracke
- Hinrich Thomas Stuart (Hendrik)
- Stürenburg (Familie)
- Cirk Heinrich Stürenburg
- Diedrich Rudolf Stürenburg
- Bernhard Suerdieck
- Friedrich Wilhelm Hermann Sundermann
- Hinrich Janssen Sundermann
- Hans Friedrich Wilhelm Martin Susemihl
- Hemmo Suur
- Friedrich Carl Swart
- Johannes Swartte (Swarte)
- Hinrich Swieter
- Gerardus Synellius (Synel, Snellius, Schnell)

### T
- Gerhard Tabor
- Carl Heinrich Theodor Tannen (Pseudonym: Karl Eichwald)
- Johann Heinrich Tannen
- Julius Dietrich Tannen
- Theodor Johann Dietrich Tannen
- Dietrich Gerhard Emil Theodor Tappen
- Tapper (Familie)
- Telting (Familie)
- Johann Coerd Temmen
- Hermann Bernhard Christoph Tempel
- Willy ter Hell
- Friedrich ter Westen
- Theda Ukena
- Louis Eduard Heinrich Thelemann
- Georg Thielen
- Fritz Bernhard Adolf Thole
- Theodor Christian Friedrich Thomas
- Enno Johann Heinrich Tiaden
- Heinrich Johannes Cornelius Tilemann
- Sophia Margarethe Antoinette Tischbein-Roentgen
- Hermann Christian Tjaden
- Georg Christian Toel
- Hans Trimborn
- William Turner (Naturforscher)

### U
- Wilhelm Ubben (Ubbena, Ubbius, Ubbinus)
- Henricus Ubbius (Ubbinus, Ubben)
- Marie Ulfers
- Ulrich I.
- Ulrich II.
- Karl Heinrich Ulrichs (Pseudonym: Numa Numantius)
- Meinhard Uttecht

### V
- Christoph Friedrich Wilhelm von Vangerow
- Albert Hans ter Vehn
- Johannes Hendrik Verschuir
- Friedrich Ludwig Wilhelm Philipp Freiherr von Vincke
- Karl Johann Bodewien Vissering
- Peter Berends Voermann
- Carl Octavius Voget
- Cornelis Voorn
- Heinrich Vosberg
- Emo Lucius Vriemoet
- Berend (Bernhard) Janssen de Vries
- Johann Friedrich de Vries

### W
- Franz Wachter
- Anna de Wall
- Uko Walles
- Michael Walther der Ältere
- Michael Walther der Jüngere
- Adelheid Auguste von Wangelin
- Georg Diedrich Christian Warring
- Gerhard Warsing
- Eduard Wedekind
- Botho Graf von Wedel
- von Wedel (Familie)
- Jan Remmers Weerda
- Adolf Wegner
- Christian Gottlob Weis (Weise)
- Gustav Adolf Wendt
- Ulrich von Werdum
- Friedrich von Wersebe (Wersabe)
- Hermann de Werve
- Gerhard Westerburg
- Harry Westermann
- Heinrich Wilhelm Ludwig von Weyhe
- Frida Weymann
- Wiarda (Familie)
- Dothias Wiarda
- Tileman Dothias Wiarda
- Matthias von Wicht
- von Wicht (Familie)
- Karl-Heinz Johannes Wiechers
- Matthias Christoph Wiedeburg (Wideburg)
- Michael Johann Friedrich Wiedeburg
- Tjabe Wiesenhann
- Dodo Wildvang
- Willm Jacobs Willms
- Feyo Udo Winter
- Johann von der Wisch
- Johannes Wübbena
- Toni (Antonie) Caroline Wübbens (geb. Töpfer)
- Jakob Wychgram

### Z
- Berend Zaayenga
- Hinrich Johann Daniel Zahrenhusen
- Roman Xaver von Zakrzewski
- Guillijn Peter van der Zeepen
- Carla Zierenberg
- Coenraad Zijtsema (Sitzema, Zytsema, Zytsema)
- Zopfs (Familie)
- August Ernst Zwitzers
- Peter Hermann Zylmann